# Behbud Xan Cavanşir

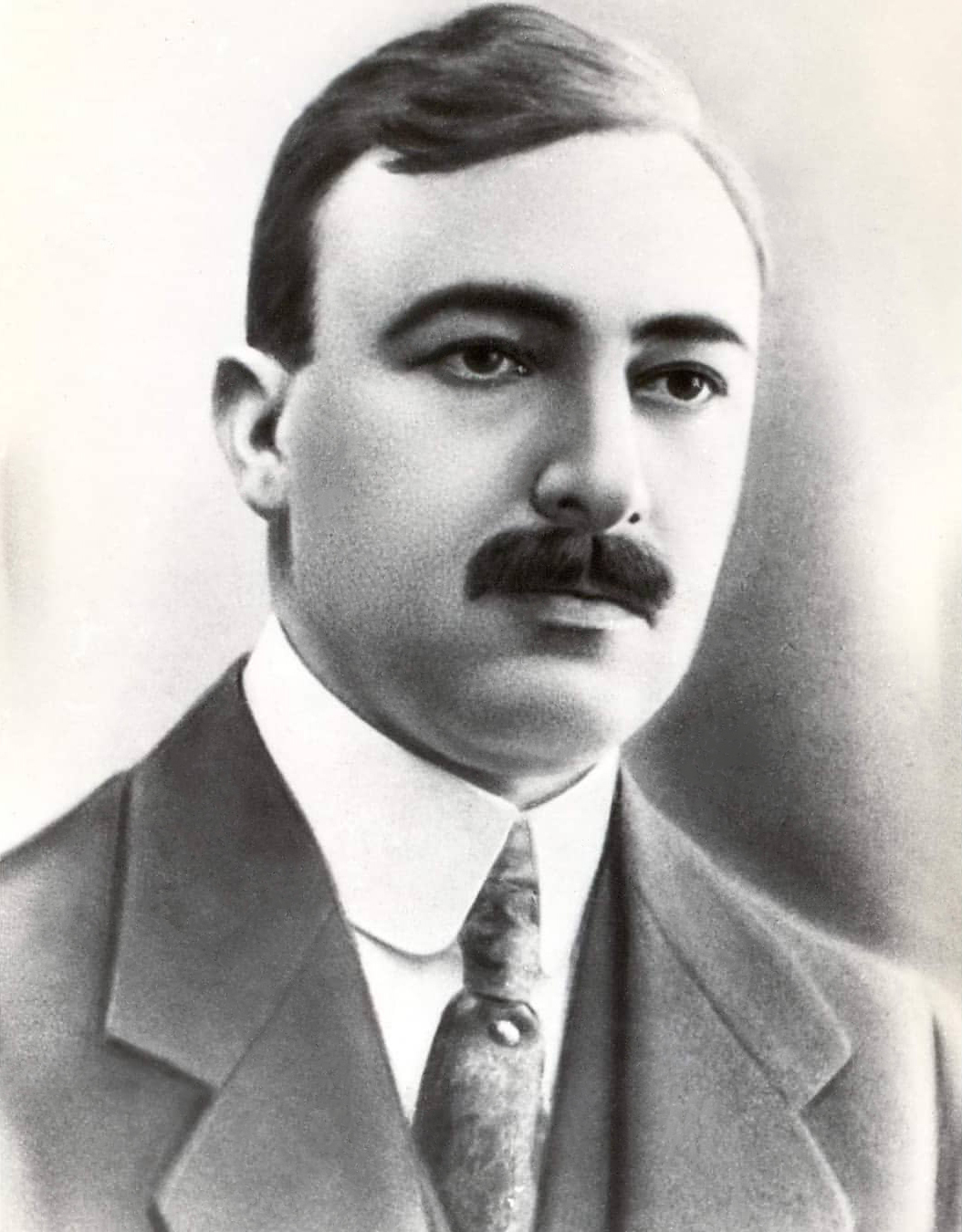
Behbud Xan Cavanşir

Behbud Xan Cavanşir oder eingedeutscht Bechbud Chan Dschawanschir (* 12.jul. / 24. Juli 1878greg. in Azad Qaraqoyunlu, Dschawanschirski Ujesd (heute Tərtər), Gouvernement Elisawetpol, Russisches Kaiserreich; † 18. Juli 1921 in Istanbul, Osmanisches Reich) war ein aserbaidschanischer Politiker, Innenminister und Parlamentsmitglied der Demokratischen Republik Aserbaidschan.

## Biographie
Behbud Xan Cavanşir war in eine einflussreiche Xanfamilie hineingeboren. Sein Ururgroßvater Panah Əli Xan (1693–1763) war Gründer des aserbaidschanischen Khanats Karabach.
Von 1890 bis 1898 besuchte Cavanşir eine Realschule in Tiflis. 1902 begab er sich nach Deutschland und ließ sich an der Technischen Universität Bergakademie Freiberg einschreiben. Dort lernte er in kürzester Zeit Deutsch und schloss die Akademie 1906 mit Auszeichnung ab. Im Anschluss ging Behdud Xan Cavanşir nach London und lernte ein Jahr lang in einer Sprachschule Englisch.
1907 kehrte Cavanşir nach Aserbaidschan zurück und begann, auf dem Schibaew-Ölfeld als Ingenieur zu arbeiteten. Neben seinen Aktivitäten als Wohltäter gehörte er der geheimen Organisation Difai (Verteidigung) an, deren Ziel darin bestand, die aserbaidschanische Bevölkerung gegen die Übergriffe der armenischen Nationalisten zu schützen.
Mit der Gründung der Demokratischen Republik Aserbaidschan (DRA) wurde Cavanşir im Juni 1918 zum Innenminister des Landes ernannt. In seine Amtszeit fällt auch das Armenierpogrom in Baku im September 1918, bei welchem zwischen 9.000 bis 30.000 Armenier ermordet wurden. Seine Beteiligung am Pogrom machte ihn zu einem Ziel der Operation Nemesis, welche die Tötung der Verantwortlichen des Völkermords an den Armeniern zum Ziel hatte, und schließlich zu seiner späteren Ermordung führte.
Ende Dezember desselben Jahres wurde er durch Xəlil bəy Xasməmmədov abgelöst und stattdessen zum stellvertretenden Minister für Handel und Industrie berufen. Parallel dazu saß er als Abgeordneter in der Nationalversammlung.
Nach der Etablierung der Sowjetherrschaft in Aserbaidschan im April 1920 konnte Cavanşir mit Hilfe von Nəriman Nərimanov der Verfolgung und Inhaftierung durch die Bolschewiki entgehen. In den ersten Monaten war er auf den nunmehr sowjetisierten Ölfeldern von Baku tätig. Aufgrund seiner Deutsch- und Türkischkenntnisse wurde Cavanşir später als Vertreter der Sowjetmacht zunächst nach Berlin und im Sommer 1921 nach Istanbul entsandt.

## Ermordung und Gerichtsprozess
Am 18. Juli 1921 wurde Cavanşir gegenüber dem Pera Palas Hotel im Zentrum Istanbuls vor den Augen seiner Frau und zweier Brüder durch den armenischen Attentäter Misak Torlakjan erschossen.
Torlakjan wurde noch am Tatort festgenommen und vor ein britisches Militärgericht gestellt. Von Beginn an versuchten seine armenischen Anwälte ihn als unzurechnungsfähig einzustufen. Er simulierte in seiner Zelle Bewusstlosigkeit, besorgte gefälschte ärztliche Atteste und gab während des gesamten Gerichtsprozesses falsche Informationen über seine Vergangenheit. Die Auffassung der armenischen, griechischen und britischen Ärzte, Torlakjan leide an Epilepsie und sei daher unzurechnungsfähig, wurde von einem türkischen Neurologen widerlegt. Als Grund für seine Tat nannte Torlakjan die Ermordung seiner Frau, Schwester und Kinder durch Aserbaidschaner vor seinen Augen in Baku. In Wirklichkeit hatte er in Baku keine Familienmitglieder. Diese waren lange zuvor in Trabzon ums Leben gekommen. Das Gericht befand ihn am Ende wegen des Mordes zwar für schuldig, kam jedoch zum Entschluss, Torlakjan habe die Tat im Affektzustand ausgeübt. Der Fall zeigt große Ähnlichkeiten zu Soghomon Tehlirian, welcher nur wenige Monate zuvor in Berlin für die Ermordung von Talât Pascha, dem Hauptverantwortlichen des Völkermords an den Armeniern, freigesprochen wurde.
Torlakjan wurde nach dem Gerichtsprozess nach Griechenland ausgewiesen. Dort wurde er bei Ankunft freigelassen, von wo er über Serbien nach Rumänien emigrierte. Nach dem Zweiten Weltkrieg wanderte er in die USA aus, wo er am 12. November 1968 im kalifornischen Montebello starb.